# خوچوکو
خوچوکو (به لهستانی:  Choczewko) یک روستا در لهستان است که در گمینا خوچوو واقع شده‌است. خوچوکو ۲۱۰ نفر جمعیت دارد.